# Homolepis
Homolepis là một chi thực vật có hoa trong họ Hòa thảo (Poaceae).

## Loài
Chi Homolepis gồm các loài: